# João Crevelim
João Crevelim, mais conhecido como Liminha (Tietê, 14 de junho de 1944 — Rio de Janeiro, 1 de novembro de 2013), foi um futebolista e treinador brasileiro que atuava como volante.

## Carreira

### Jogador
Chegou no Flamengo como parte da negociação envolvendo o lateral Cardoso. Atuou ao lado de Carlinhos, um dos grandes ídolos da história rubro-negra que era chamado de "violino", e recebeu o apelidado de "carregador de pianos" pelo locutor Waldir Amaral devido ao seu estilo de jogar para o time, com muita dedicação e eficiência no desarme.
Disputou 513 partidas com 250 vitórias, 145 empates e 118 derrotas. Marcou 29 gols, sendo o primeiro na segunda partida pelo clube, mas não foi suficiente para garantir a vitória: o Flamengo perdeu por 5 a 2 para o Guarani.[carece de fontes?] É o oitavo jogador que mais atuou na história do clube.

### Treinador
Ex-jogador, assumiu a equipe júnior do Flamengo e conquistou alguns títulos.
Em 2005, aceitou o desafio de comandar um "time B" na Copa Record, um torneio de profissionais, mas que foi basicamente formado pelos juniores do clube. Campeão do torneio, ao vencer o Olaria em uma disputa por pênaltis, comandou a equipe em sete partidas, com quatro vitórias, uma derrota e dois empates. Foi sondado para assumir a equipe principal nos primeiros jogos de 2006 até a chegada do futuro treinador Valdir Espinosa. Porém, apesar de ter, praticamente, fechado a participação, a negociação não se concretizou e a vaga foi preenchida por Adílio.[carece de fontes?]

## Morte
Morreu em 1 de novembro de 2013 na UTI do Hospital TotalCor, em Ipanema, Rio de Janeiro, em consequência de um problema dentário que evoluiu para infecção generalizada.

## Títulos
Esses foram as títulos do futebolista:[carece de fontes?]

### Como jogador
Flamengo
- Taça Guanabara: 1970, 1972 e 1973
- Campeonato Carioca: 1972 e 1974

#### Outros títulos
Flamengo
- Torneio Quadrangular de Marrocos: 1968
- Troféu Restelo (Portugal): 1968
- Torneio Internacional de Verão do Rio de Janeiro: 1970
- Troféu General Mendes de Morais (RJ): 1970
- Troféu Ary Barroso (RJ): 1970
- Taça Presidente Médici (DF): 1971
- Troféu Pedro Pedrossian (MT): 1971
- Torneio do Povo: 1972
- Torneio Internacional de Verão do Rio de Janeiro: 1972
- Taça Sesquicentenário da Independência do Brasil (RJ): 1972
- Taça Cidade do Rio de Janeiro: 1973
- Taça Rede Tupi de TV (RJ): 1973
- Taça Araribóia (RJ): 1973
- Taça Doutor Manoel dos Reis e Silva (RJ): 1973
- Taça Deputado José Garcia Neto (MT): 1974
- Taça Dr. Manoel dos Reis e Silva (GO): 1974
- Taça Associação dos Servidores Civis do Brasil (RJ): 1974
- Troféu João Havelange (RJ): 1975
- Torneio Quadrangular de Goiás: 1975
- Torneio Quadrangular de Jundiaí (SP): 1975
- Taça José João Altafini "Mazola" (RJ): 1975
- Taça Jubileu de Prata da Rede Tupi de TV (DF): 1975

### Como treinador
Flamengo
- Copa Record: 2005